# Agence nationale de promotion de l'emploi et des compétences
Pour les articles homonymes, voir Agence nationale pour l'emploi (homonymie).
L'Agence nationale de promotion de l'emploi et des compétences (ANAPEC) est un établissement public administratif marocain placé sous la tutelle de l'État, créé par la loi no 51-99 promulguée par le dahir no 220-00-1 du 5 juin 2000.

## Fonctionnement
L'agence est administrée par un conseil et gérée par un directeur.

### Direction
Le directeur était Anass Doukkali, nommé le 15 janvier 2015, succédant à Hafid Kamal, avant d'être remplacé, en août 2021, par Mohamed Achiq.

### Le budget de l’Agence
D'après l'article 10 de la loi no  51-99, le budget de l'agence comprend en ressources les subventions d'équipement et de fonctionnement allouées par l'État, les collectivités locales, ainsi que les contributions d'organismes publics ou privés; les emprunts autorisés, les revenus des prestations fournies aux entreprises ou la vente d'éditions et des publications, les dons et legs et les produits divers.

En ce qui concerne les dépenses, il s'agit notamment des dépenses de fonctionnement et d'investissement et les remboursements des avances et emprunts.

### Les services de l'Agence
L'agence a pour mission de contribuer à l'organisation et à la mise en œuvre des programmes de promotion de l'emploi qualifié décidés par les pouvoirs publics.

À cet effet, elle est chargée de faire la prospection et de collecter les offres d'emploi et la mise en relation avec les demandeurs. Elle assure également l'accueil, l'information et l'orientation de ces demandeurs, ainsi que les jeunes promoteurs. Vis-à-vis des employeurs, elle les conseille pour la définition de leurs besoins en compétences et procède à la mise en place des programmes d'adaptation professionnelle de formation-insertion dans la vie active en liaison avec les établissements de formation.

## Les programmes d'aide à l'emploi
L'ANAPEC a lancé depuis sa création trois programmes d'aide à l'emploi.

### Programme IDMAJ
Le programme IDMAJ consiste à encourager les entreprises à embaucher les nouveaux demandeurs d'emplois par des contrats d'insertion avec des conditions de salaire minimum et l'obligation de formation.
Les populations cibles des contrats IDMAJ sont :
- Diplômés de l’enseignement supérieur;
- Lauréats de la formation professionnelle;
- Bacheliers.

Les contrats IDAMAJ doivent respecter les caractéristiques suivantes :
- Contrat de stage de 24 mois maximum;
- Indemnité mensuelle octroyée : 1600 à 6000 DH.

Les avantages du contrat IDMAJ sont :
Exonération durant la période de stage et dans la limite d’une rétribution de 6000 DH par mois du paiement:
-des cotisations patronales et salariales dues à la CNSS/TFP;
-de l’Impôt sur le Revenu (IR) pour les candidats inscrits à l’ANAPEC depuis 6 mois et plus;
Prise en charge par l’Etat, durant la période de stage, des cotisations patronales et salariales au titre de l’Assurance Maladie Obligatoire de base (AMO);
Prise en charge directe par l’Etat, pendant une année, de la part patronale de la couverture sociale et de la TFP dues à la CNSS en cas de recrutement du stagiaire sur un contrat de travail, au cours ou à l’issue du stage (PCS).

### Programme TAHFIZ
Dans l’objectif de promouvoir l’emploi, la compétitivité de l’entreprise et l’intégration du secteur informel, l’ANAPEC annonce le lancement du nouveau dispositif TAHFIZ permettant aux entreprises et associations nouvellement créées de bénéficier d’une exonération des charges fiscales et sociales.
Les Avantages accordés par le contrat TAHFIZ  sont :
Il s’agit de l’octroi, dans la limite de cinq (5) salariés et pour une durée de 24 mois à compter de la date de recrutement des salariés, des avantages suivants : 
- Exonération de l’Impôt sur le Revenu (IR) du salaire mensuel brut plafonné à 10.000,00 DH ;
- Prise en charge par l’Etat de la part patronale au titre de la cotisation due à la CNSS et de la taxe de formation professionnelle.

L’entreprise ou l’association est libre de choisir les dix salariés pouvant bénéficier en même temps des deux avantages précités.
Conditions d'éligibilité :
Concernant les conditions d’éligibilité, toute entreprise ou association créée durant la période allant du 1er janvier 2015 au 31 décembre 2026 peut bénéficier du programme TAHFIZ. Il est pourtant important de noter que le recrutement doit être effectué dans les deux premières années à compter de la date de création de l’entreprise ou de l’association et que le salarié doit être recruté dans le cadre d’un Contrat de travail à Durée Indéterminée (CDI).

### Prime d'appui à l'emploi
La Prime d’Appui à l’Emploi PAE est une mesure incitative à l’emploi au profit des entreprises, associations et coopératives et pour différentes catégories de chercheurs d’emploi.
Cette prime a pour objectif de promouvoir l’emploi à travers une prime mensuelle versée aux employeurs pour leurs recrutements en contrat de 12 mois minimum.
Objectifs de la prime d'appui à l'emploi - PAE AWRACH 2 :
- Satisfaire leurs besoins en ressources humaines ; 
- Renforcer leur encadrement et par conséquent le capital humain ; 
- Appuyer le développement de leur compétitivité ; 
- Bénéficier d’un allègement du coût salarial.
Les avantages prévus dans le cadre du bénéfice des deux mesures « Prime d’Appui à l’Emploi » sont comme suit :
- Versement à l’employeur pour une durée de 9 mois d’une prime d’appui à l’emploi qui s’élève à 1 500 dirhams par recrue bénéficiaire et par mois ; 
- Organisation, en cas de besoin, d’une formation adaptation au profit des recrues dans le cadre du dispositif de Formation Contractualisée pour l’Emploi du programme TAEHIL (FCE).